# Flora Vista
Flora Vista ist ein kleiner Ort im Nordwesten des US-Bundesstaates New Mexico im San Juan County. Flora Vista hat 1383 Einwohner auf einer Fläche von 5,4 km² und liegt am Animas River nahe der Stadt Farmington.

## Verkehr
In der Nähe Flora Vistas liegen die Flughäfen Aztec Municipal Airport bei Aztec und der Four Corners Regional Airport bei Farmington.